# Lerm-et-Musset
Lerm-et-Musset is een gemeente in het Franse departement Gironde (regio Nouvelle-Aquitaine) en telt 399 inwoners (1999). De plaats maakt deel uit van het arrondissement Langon.

## Geografie
De oppervlakte van Lerm-et-Musset bedraagt 36,0 km², de bevolkingsdichtheid is 11,1 inwoners per km².
De onderstaande kaart toont de ligging van Lerm-et-Musset met de belangrijkste infrastructuur en aangrenzende gemeenten.

## Demografie
Onderstaande figuur toont het verloop van het inwonertal (bron: INSEE-tellingen).